# Kazimierz Marcinkiewicz
Kazimierz Marcinkiewicz (nascut el 20 de desembre de 1959 a Gorzów Wielkopolski, Polònia) és un polític polonès. Va ser Primer Ministre de Polònia entre el 31 d'octubre de 2005, reemplaçant a Marek Belka i el 14 de juliol de 2006, quan és reemplaçat per Jarosław Kaczyński.